# Anton Koczenkow
Anton Aleksandrowicz Koczenkow (ros. Антон Александрович Коченков, ur. 2 kwietnia 1987 w Frunze) – rosyjski piłkarz grający na pozycji bramkarza w rosyjskim klubie Arsienał Tuła. Posiada również paszport kirgiski.

## Sukcesy

### Klubowe
Lokomotiw Moskwa
- Mistrzostwo Rosji (1×): 2017/2018
- Zdobywca Pucharu Rosji (2×): 2018/2019, 2020/2021
- Zdobywca Superpucharu Rosji (1×): 2019